# Marcelle Henry
Marcelle Marguerite Henry (7 de septiembre de 1895 – 24 de abril de 1945) fue una funcionaria francesa, miembro de la Resistencia durante la Segunda Guerra Mundial.

## Primeros años de vida
Marcelle nació en Angers. Su padre era inspector de Obras Públicas que murió antes de la Primera Guerra Mundial. Se educó en Limoges, antes de acudir al liceo Victor-Duruy de París donde obtuvo el bachillerato. Durante la Primera Guerra mundial enseñó en un colegio masculino de Châtillon-sur-Seine y después en Langres.

## Carrera Profesional
En 1919 obtuvo un puesto en el Ministerio de Trabajo, al igual que había hecho antes su padre. Su madre murió en 1925 dejándola al cuidado de su hermano Victor quien era un enfermo crónico, incapaz de trabajar. En 1931 consiguió el puesto de jefa de departamento y en 1937 se puso al mando de la oficina encargada de la salud y seguridad de los trabajadores del ministerio.
En junio de 1940, empezó a organizar la resistencia contra la ocupación alemana desde su trabajo. En su casa de Athis-Mons produjo y guardó panfletos para distribuirlos luego entre los trabajadores. También colaboró en dar apoyo a refugiados, a los que protegió en su casa. En 1943 si alistó en las Forces Françaises Combattantes dónde se incorporó en el Bureau Central de Renseignements et d’Action (B.C.R.A) dónde trabajó bajo las órdenes de Herni Levin.
En 1942, mientras trabajaba en el ministerio, escribió un libro corto sobre el desempleo, centrándose principalmente en las trabajadoras. 
El 4 de julio de 1944 fue arrestada por la Gestapo alemana para interrogarla sobre el paradero de unos de sus contactos políticos ,Jacques Mitterrand. Mientras estaba reclusa en la prisión de Fresnes se le otorgó el rango de subteniente en las Forces Françaises Combattantes.
Fue condenada a muerte pero fue después enviada al campo de concentración de Ravensbrück. Más tarde sería enviada a Torgau, una subsidiaria del  campo de concentración Buchenwald .
Pese a ser repatriada en abril de 1945 murió poco después a causa del mal tratamiento que había recibido durante su cautiverio.Fue una de las seis mujeres reconocidas como las  "Compagnons de la Liberation", y una de las cuatro que fue reconocida póstumamente.
Está enterrada en el cementerio de Bagneux de París